# Lijst van gemeentelijke monumenten in Leeuwarderadeel
De gemeente Leeuwarderadeel heeft 2 gemeentelijke monumenten, hieronder een overzicht. 

## Stiens
De plaats Stiens kent 2 gemeentelijke monumenten:
| Object                 | Bouwjaar           | Architect | Locatie     | Coördinaten                   | Nr.        | Afbeelding        |
| ---------------------- | ------------------ | --------- | ----------- | ----------------------------- | ---------- | ----------------- |
| Voormalige remiseloods | circa 1900         |           | Lutskedyk 7 | 53° 15' 42" NB, 5° 45' 49" OL | 0081/WN002 | Meer afbeeldingen |
| Molen De Hoop          | 1853 1992 herbouwd |           | Mounepaed 5 | 53° 15' 29" NB, 5° 45' 34" OL | 0081/WN001 | Meer afbeeldingen |

De Friese Meren  ·
Harlingen  ·
Heerenveen  ·
Leeuwarden  · Leeuwarderadeel  ·
Ooststellingwerf  ·
Súdwest‑Fryslân  ·
Smallingerland  ·
Weststellingwerf